# Synagoge Kirchen (Efringen-Kirchen)

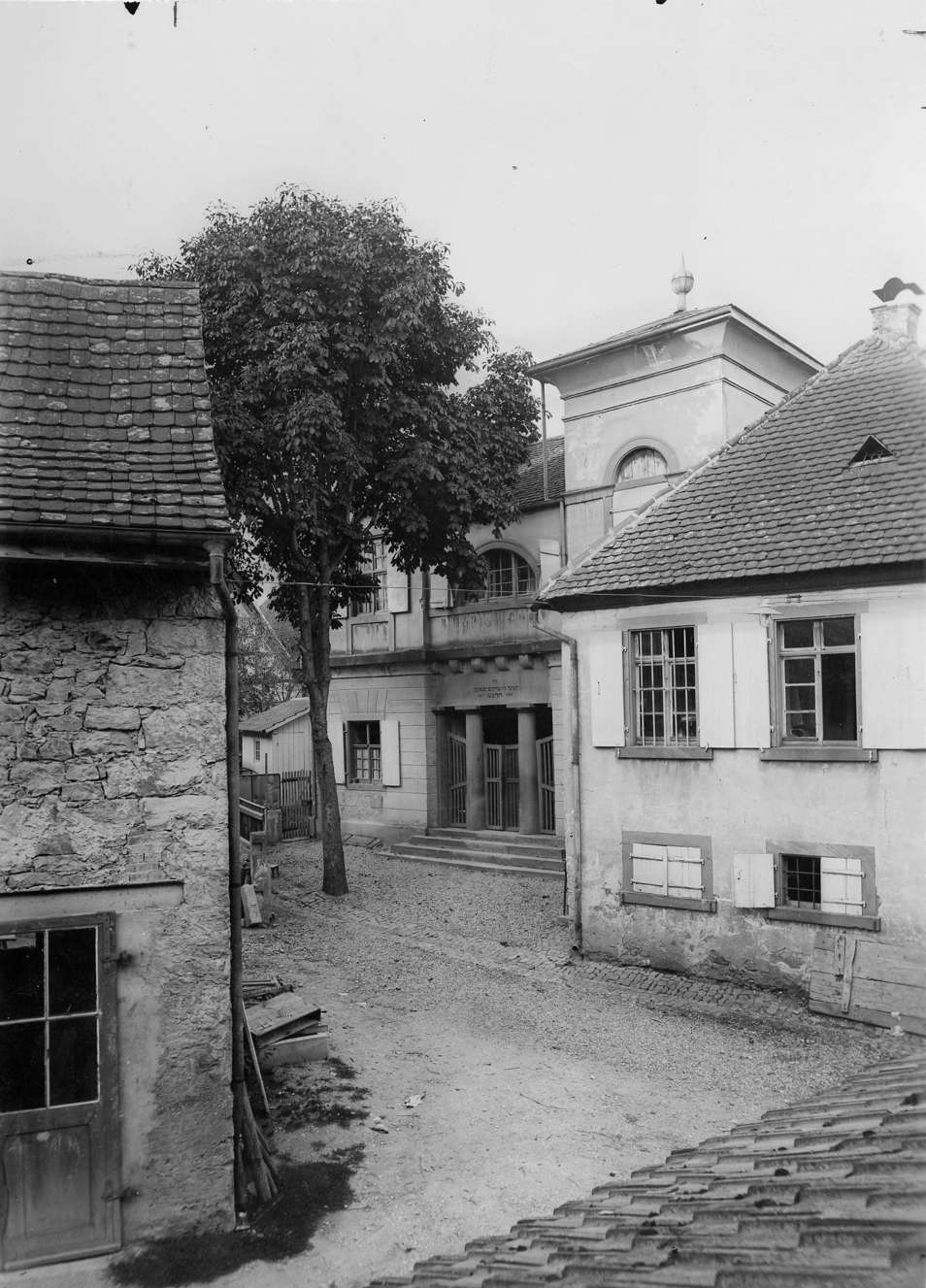
Synagoge Kirchen (vor 1938), Foto beim Landesarchiv Baden-Württemberg

Die Synagoge in Kirchen, einem Ortsteil der Gemeinde Efringen-Kirchen im Landkreis Lörrach in Baden-Württemberg, wurde 1831 errichtet. Die Synagoge befand sich auf dem Grundstück hinter der Basler Straße 57/Ecke Friedrich-Rottra-Straße.

## Geschichte und Beschreibung
Die Geschichte der jüdischen Gemeinde Kirchen begann vermutlich mit der Ausweisung der Juden aus Oberdornach im September 1736. Die vom Kanton Solothurn ausgewiesenen neun jüdischen Familien wanderten in die sundgauischen Dörfer Hégenheim und Buschweiler und die markgräflichen Orte Lörrach und Kirchen aus. Bis 1789 fanden die jüdischen Gottesdienste in Privaträumen statt und danach wurde ein Betsaal in einem bestehenden Haus eingerichtet bis 1831 eine Synagoge errichtet wurde.
Im Neubau befand sich im Obergeschoss auch die Lehrer-  bzw. Vorsängerwohnung und in einem Nebenhaus die Schule und die Mikwe (rituelles Bad). Die Synagoge im Weinbrenner-Stil hatte an der Vorderfront zwei pylonartige Türme mit flachen, pyramidenförmigen Aufsätzen. Über vier Stufen gelangte man in die Vorhalle. Über dem Portal befand sich die aus Psalm 118,20 stammende, hebräische Inschrift: „Dies ist das Tor zum Herrn, Gerechte ziehen durch es hinein“ mit der Jahreszahl (5)591 nach jüdischer Zählung (= 1831). 
Im Inneren befand sich eine zweiteilige Frauenempore. Die Verkleidung des Toraschreins bestand aus dunkelrot marmoriertem Holz, flankiert von zwei Säulen. Nach der Renovierung im Jahr 1896 hatte die Synagoge etwa 60 Plätze im Betsaal der Männer und 30 Plätze auf der Frauenempore. 
Beim Novemberpogrom 1938 wurde die Synagoge von einer NSDAP-Parteiformation aus Haltingen zerstört. Die Ruine wurde bei der Beschießung Kirchens im Jahr 1940 weiter beschädigt und 1945 abgebrochen. Heute ist nur noch ein circa ein Meter hoher und acht Meter langer Mauerrest erhalten. Das Synagogengrundstück wird als Stellfläche und als Garten genutzt.

## Gedenken

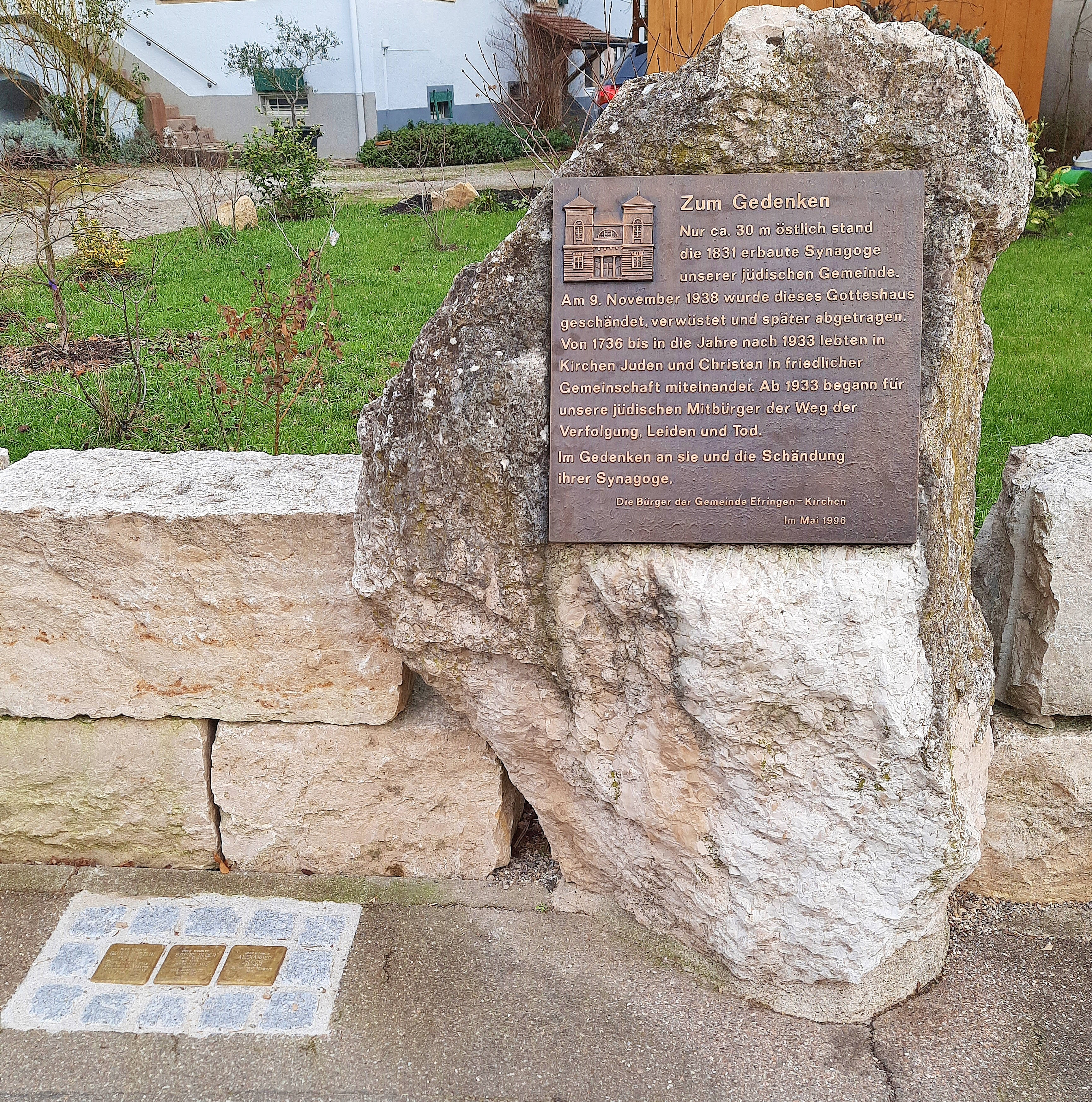
Gedenkstein in Kirchen

Seit 1996 erinnert ein Gedenkstein an die ehemalige Synagoge.